# Saint-Malô-du-Bois
Saint-Malô-du-Bois – miejscowość i gmina we Francji, w regionie Kraj Loary, w departamencie Wandea.
Według danych na rok 1990 gminę zamieszkiwało 1 085 osób, a gęstość zaludnienia wynosiła 76 osób/km² (wśród 1504 gmin Kraju Loary Saint-Malô-du-Bois plasuje się na 541. miejscu pod względem liczby ludności, natomiast pod względem powierzchni na miejscu 814.).